# Chineză simplificată
Chineza simplificată (chineză simplificată: 简体字 sau 简化字; chineză tradițională: 簡體字 sau 簡化字; pinyin: jiǎntǐzì sau jiǎnhuàzì) este unul dintre cele două grupuri de caractere folosite în scris și tipar de către chineza contemporană, care a fost simplificată din chineza tradițională pentru a avea o rată ridicată de literați în rândul vorbitorilor de chineză.  Promovată inițial de guvernul Republicii Populare Chineze este azi folosită nu numai în China continentală dar și în Singapore și Malaezia.

## Istorie
Chineza simplificata a fost inventată în anul 1949 de către guvernul Chinei. Motivul a fost deoarece existau foarte multe persoane analfabete. Mai mult de 50% din populația Chinei nu avea și încă nu are acces la educație, în care se învață citirea caracterelor și scrierea lor, care implică o ordine specială.
În același an, guvernul Republicii Populare Chineze a introdus acest sistem de scriere ca fiind cel oficial. Noile caractere au mai puține linii/semne decât chineza tradițională.
Guvernul chinez a ajutat la promovarea noului sistem de scriere și la tipărirea acestuia între anii 1950 și 1960 pentru a încuraja educația.
Caracterele simplificate au fost create prin reducerea liniilor și semnelor caracterelor tradiționale și prin simplificarea formelor unei proporții considerabile de caractere chineze. 
Chiar dacă chineza simplificată este mai accesibilă, continuă să evolueze pe zi ce trece, făcând-o mai ușoară de învățat, din punct de vedere lingvistic.

## Chineza simplificată si tradițională
Chiar dacă chineza simplificată a fost introdusă de mai mult de 70 de ani, încă mai există locuri rurale în care se învață chineza tradițională. Asta este din cauza populației enorme a Republicii Populare a Chinei. Majoritatea resurselor disponibile se duc la facultățile si universitățile majore, iar școlile din localitățile rurale nu primesc îndeajuns sau deloc. Asta este deoarece China are resurse limitate care nu sunt suficiente pentru toate infrastructurile, creând o lipsă de resurse.

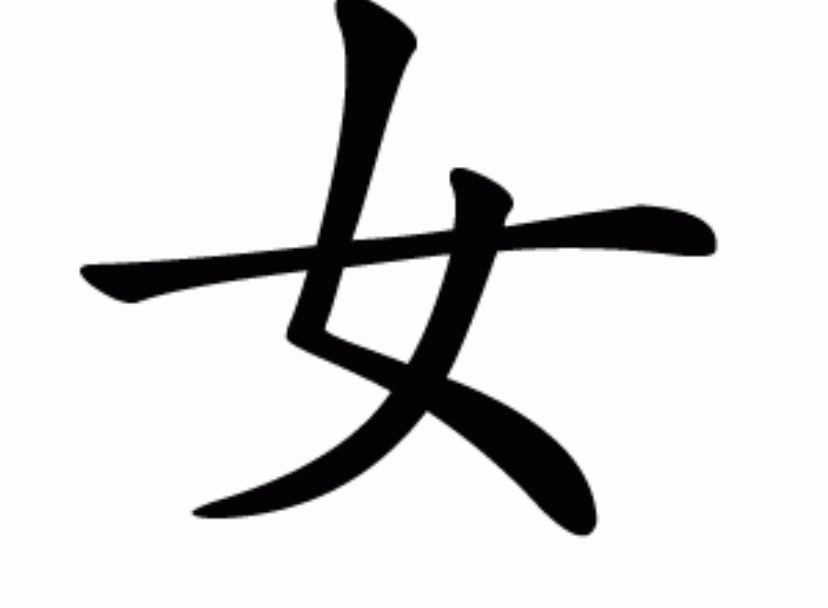
Caracterul 女 (pinyin: nǚ, semnificație: femeie/feminin) are două accente pe o literă, ceea ce este o raritate.

Există câteva excepții, cum ar fi: Hong Kong (se vorbește cantoneză, dar sistemul de scriere predominant este chineza tradițională) și Taiwan (unde se vorbește mandarină și se scrie în chineză tradițională). Cantoneza este mai dificilă decât Mandarina deoarece are de la 6 până la 9 accente, pe când mandarina are doar 4 accente, iar al cincelea accent nu este niciun accent. 
Câteva excepții în care se folosesc și accente care normal nu există, cum ar fi 女, pinyin: nǚ, semnificație: femeie/feminin, sau cuvântul 绿, pynyin: lǜ, semnificație: (culoarea) verde. Cele doua puncte deasupra literei „u”, mai bine cunoscute sub numele de „umlaut”, care vine din limba germană, nu există în lista cu accente, dar este o excepție deoarece are o pronunție diferită, care nu este foarte populară.
Dar situația aceasta nu este valabilă sau la fel doar pentru China. Există mai multe țări și regiuni care au adoptat acest sistem de scriere sau care încă folosesc chineza tradițională. Mai jos este un tabel care arată chineza vorbită și sistemul de scriere utilizat în mai multe țări/regiuni.
| Zonă      | Vorbire   | Scris                |
| China     | Mandarină | Chineză simplificată |
| Taiwan    | Mandarină | Chineză tradițională |
| Hong Kong | Cantoneză | Chineză tradițională |
| Singapore | Mandarină | Chineză simplificată |

Persoanele din China, Taiwan, Hong Kong și Singapore pot citi în chineză tradițională, exceptând citirea textelor vechi chinezești cu gramatică și vocabular diferite față de cele din chineza modernă.

## Informații despre China
Mai jos puteți găsi un tabel cu informații despre China.